# Stabæk Håndball
Stabæk Håndball er en norsk håndboldklub. Klubben ligger i Bærum og har 280 aktive medlemmer. Klubbens hjemmebane er Nadderudhallen. Stabæk Håndball har et dameelitehold.
Stabæk Håndball har en juniorafdeling med adskillige juniorlandsholdsspillere i truppen.